# Terpsiphone atrochalybeia
Terpsiphone atrochalybeia là một loài chim trong họ Monarchidae.